# Anders Eriksson (bonadsmålare)
Anders Eriksson, född 3 november 1774 på torpet Teget, Ölmestads by i Reftele socken, död 1 november 1855 i Ås socken, Småland, var en svensk klockare och bonadsmålare.

## Biografi

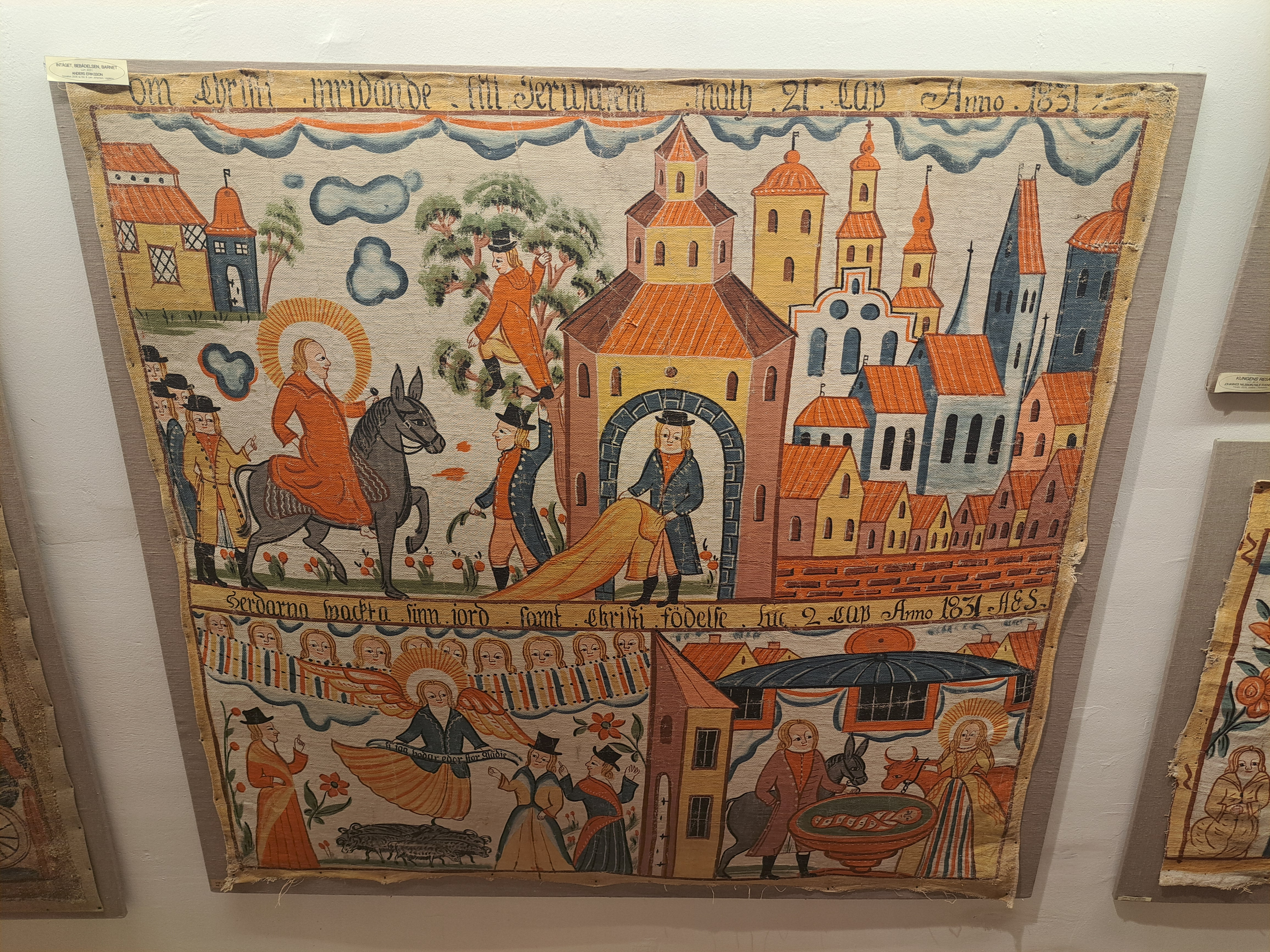
Målning av Anders Eriksson på Unnaryds Bonadsmuseum.

Anders Eriksson var son till torparen Eric Svensson och Märta Andersdotter. I samma socken bodde målarna Petter Edberg, Anders Sillman och Sven Niclas Berg, vilka alla torde ha påverkat honom. Fadern avled 1783 varpå modern flyttade till fattigstugan i Kållerstads socken. Detta innebar att han bosatte sig inom bonadsmålningarnas område, vilket torde ha bidragit till inriktningen på hans verksamhet. Vid denna tid antas han ha träffat Johannes Nilsson, som var verksam i bonadsmålarnas område och som betraktas som en av de främste bland dessa. Anders Erikssons äldsta påträffade bonadsmålningar kan dateras till 1790-talet och han fortsatte med bonadsmåleri fram till kort tid före sin död.
Mellan 1801 och 1804 var Anders Eriksson indelt soldat vid Jönköpings regemente för Draftinge Storegård. Han hade soldatnamnet Dryg och ett soldattorp i Ås socken, där han efter att ha tagit avsked blev klockare i församlingen. Han gifte sig 1802 med Stina Jacobsdotter. Eriksson förblev boende i Ås fram till sin död.
Eriksson var en av de första att ta upp folklivsskildringar som motivkrets på bonadsmålningarna. Han var mycket produktiv och målade i en enkel folklig stil utan den originalitet som utmärkte samtida bonadsmålare. Eriksson är representerad vid bland annat Nationalmuseum.